# Bestial Devastation
Bestial Devastation —en español: Devastación bestial — es un EP hecho por la banda brasileña de thrash metal y death metal Sepultura publicado en 1985 a través de Cogumelo Produçoes. 
Es su primera publicación oficial, y apareció junto a Século XX de Overdose como un álbum dividido. Más tarde, se convirtió en la versión de bonus track de Morbid Visions en la versión de CD.

## Producción y grabación
Debido a que Sepultura contaba con poco dinero, la mayoría de los instrumentos utilizados en Bestial Devastation fueron prestados por los amigos y conocidos de la banda.
La voz en la primera canción de "The Curse" fue realizada por un amigo de la banda, según comenta Igor Cavalera: 

"Una cosa que recuerdo es que tuvimos a uno de nuestros amigos para hacer la voz de la introducción de The Curse ya que hizo la voz sin efectos por que eran eructos. Es gracioso, por que llegó al estudio y lo hizo sin pena. Ya no recuerdo su nombre"

La banda aparentemente luchó con el productor durante la grabación. Igor comentó: 

"Y para mostrarle todo lo que quería en la mezcla finalmente tuvimos que mostrar algunos registros de la banda Venom para mostrar como sonaba esta banda y así imitar algo"

.

## Descripción
Meses antes de la grabación de lo que se convertiría en el Bestial Devastation EP, la banda decidió cambiar las letras del portugués al inglés. 
Ninguno de los miembros de la banda sabía como escribir o hablar el idioma por lo que pidieron a su amigo Lino Crudo el favor de traducir sus letras. Ejemplos de las habilidades de traducción de Lino se pueden ver en uno de los versos de "Antichrist":

Churches will be destroy
Crosses will be broken
He's laughing in blasphemy
Like a domain of death.

## Recepción
Bestial Devastation salió por primera vez en diciembre de 1985, junto con siglo XX.en los primeros meses vendió más de 8.000 copias. El gran éxito de Sepultura se debe en parte a una presentación en Rock in Rio que tuvo lugar en Río de Janeiro en enero de 1985.
Este festival de música incluyó a Whitesnake, Iron Maiden, Queen, Ozzy Osbourne y Scorpions y fue el responsable del boom musical de hard rock y heavy metal en Brasil.
El EP fue posteriormente reeditado por Roadrunner Records en un CD con Morbid Visions en 1997. La nueva publicación una versión demo de la canción "Necromancer" que fue el primer estudio de grabación de la banda, y una versión en vivo de "Antichrist"

## Lista de canciones
Todas las canciones escritas por  Max Cavalera, Jairo Guedz y Paulo Jr.
Sepultura
1. "The Curse" – 0:39
2. "Bestial Devastation" – 3:08
3. "Antichrist" – 3:47
4. "Necromancer" – 3:53
5. "Warriors of Death" – 4:10

Overdose
1. "Anjos Do Apocalipse" - 10:02
2. "Filhos Do Mundo" - 06:04
3. "Século XX" - 05:03

## Integrantes
- Paulo Jr. – Bajo
- Igor Cavalera – Batería
- Max Cavalera – voz y guitarra rítmica
- Jairo T. – guitarra